# Jane Ellen Harrison

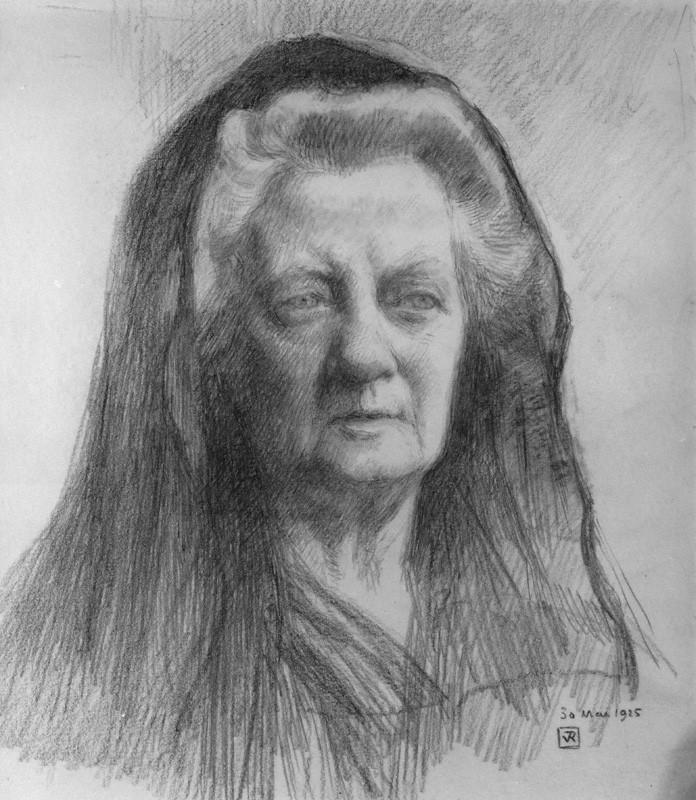
Jane Ellen Harrison in einer Zeichnung von Théo van Rysselberghe.

Jane Ellen Harrison (* 9. September 1850 in Cottingham, Yorkshire; † 5. April 1928 in London) war eine bedeutende britische Altertumswissenschaftlerin, insbesondere Gräzistin, Religionsgeschichtlerin, Linguistin und darüber hinaus eine einflussreiche moderate Feministin. Sie gilt mit Karl Kerényi und Walter Burkert als Begründerin der modernen wissenschaftlichen Erforschung der griechischen Mythologie und wandte archäologische Methoden auf die Interpretation antiker griechischer Religiosität an – ein Forschungsansatz, der sich inzwischen allgemein etabliert hat.

## Leben
Harrison wurde in Cottingham, Yorkshire geboren. Gouvernanten der Familie unterrichteten sie insbesondere in den zahlreichen von ihr beherrschten Sprachen, anfangs Deutsch, Latein, Griechisch und Hebräisch, mit sechzehn Jahren auch Russisch. Sie studierte dann am Cheltenham Ladies' College und ab 1874 am Newnham College, einem erst kurz bestehenden, fortschrittlich eingestellten und Frauen vorbehaltenen College der University of Cambridge. Sie schloss Bekanntschaften mit Edward Burne-Jones und Walter Pater und schloss sich der Bloomsbury Group an, der auch Virginia Woolf, Lytton Strachey, Clive Bell und Roger Fry angehörten. Woolf war eine der engsten Freundinnen und zugleich Mentorin Harrisons. Harrison erwarb durch ihre frühen Studien Doktortitel der University of Aberdeen (LLD, 1895) und des Durham College (DLitt, 1897). Diese Anerkennung ermöglichte ihr 1898 die Rückkehr als Dozent an das Newnham College, eine Stellung, die fortlaufend bis zu ihrer Emeritierung 1922 erneuert wurde. 
Harrison begann sich früh für die Anwendung anthropologischer und ethnographischer Methoden auf die Erforschung klassischer Kunst und Riten zu interessieren – ein Interesse, das sie mit Gilbert Murray, F. M. Cornford und A. B. Cook teilte. Diese vier wurden bald als „Cambridge Ritualists“ (etwa: „Ritualforscher von Cambridge“) bekannt.
Harrisons privates und wissenschaftliche Leben wurde durch den Ersten Weltkrieg jäh unterbrochen. Sie war anschließend nicht mehr in der Lage, Italien oder Griechenland zu besuchen, und widmete sich hauptsächlich der Überarbeitung früherer Veröffentlichungen. Ihre pazifistische Einstellung isolierte sie sozial. Nach ihrer 1922 erfolgten Emeritierung lebte sie kurz in Paris und kehrte dann, bereits gesundheitlich geschwächt, zurück nach London.

## Politisches Engagement
Harrison engagierte sich stark für die Rechte der Frauen und gilt als moderate Suffragette der frühen feministischen Bewegung. Anstatt für Wahlrechte für Frauen zu demonstrieren, verteidigte sie diese Rechte durch anthropologische Arbeiten. Einem Kritiker der Bewegung entgegnete sie beispielsweise: „Die Frauenbewegung ist kein Versuch, sich die Vorrechte der Männer anzumaßen; es geht auch nicht darum, Privilegien der Frauen zu behaupten oder zu betonen; es geht schlicht und einfach um die Forderung, dass im Leben einer Frau, wie im Leben eines Mannes, Raum und Freiheit bestehen sollte für etwas, was größer ist als Männlichkeit oder Weiblichkeit.“ Ganz in diesem Sinne ist Harrisons Lebensmotto durch die Sentenz formuliert: „Ich bin ein Mensch; nichts Menschliches halte ich für mir fremd.“

## Werk

### Frühe Studien
Harrisons öffentliche Vorlesungen zur griechischen Kunst waren in den 1880er Jahren äußert populär und ihre unkonventionellen, offen ausgesprochenen Auffassungen weithin bekannt; auch ihr Interesse für heidnische Rituale erregte Aufmerksamkeit. Ihre Hörer waren größtenteils wohlhabende Frauen.
Harrison studierte die historisch-kritische Arbeit zum historischen Jesus von David Friedrich Strauss und Johann Jakob Bachofens Analyse des antiken Matriarchats in Mutterrecht (1861).
Ihre erste, 1882 publizierte Monographie untersuchte mythologische Darstellungen auf griechischen Vasen und entwickelte die These, dass diesen Darstellungen ungewöhnliche Auffassungen über Mythos und Riten zu entnehmen sind, die auf Quellen zurückgehen, die auch der Odyssee Homers erst zugrunde liegen.
Ihr später vielfach wiederaufgelegtes, nach wie vor bedeutendes Hauptwerk Prolegomena to the Study of Greek Religion erschien 1903 – ein Werk, für welches gilt: „Ein oder zweimal geschieht es innerhalb einer Generation, dass eine Forschungsarbeit eine intellektuelle Landschaft so durchgreifend verändert, dass jeder gezwungen ist, sonst unbefragte Annahmen von neuem zu überprüfen.“ Harrisons Ansatz war, von einer Analyse des Ritus zu Erklärungen der zugrundeliegenden mythischen Vorstellungen fortzuschreiten, gemäß dem Prinzip: „In der Theologie sind Tatsachen schwerer aufzuspüren und Wahrheiten schwieriger zu formulieren als im Ritual.“ Das Werk beginnt daher mit einer Analyse der bekanntesten athenischen Festivitäten (Anthesteria, Erntefeste Thargelia, Kallynteria, Plynteria, Frauenfeste, in welchen sie das Fortdauern zahlreicher archaischer Motive nachwies, Thesmophoria, Arrophoria, Skirophoria, Stenia, Haloa).

### Kulturelle Evolution
Harrison äußerte sich auch zu möglichen Anwendungen der Evolutionstheorie Charles Darwins auf kulturwissenschaftliche Zusammenhänge. Grundlegend dazu war das Werk des Anthropologen Edward Burnett Tylor, insbesondere dessen 1871 erschienene Studie Primitive Culture: researches into the development of mythology, philosophy, religion, language, art, and custom. Harrison entwickelte eine sozialdarwinistische Analyse der Ursprünge der Religion und kam zum Urteil, dass Religionen vernunftfeindlich und dogmatisch seien. Sie verteidigte gleichwohl die kulturelle Notwendigkeit von Religion. „Jedes Dogma, das eine Religion bis heute hervorgebracht hat, ist höchstwahrscheinlich falsch, aber gleichwohl mag die religiöse oder mystische Geisteshaltung der einzige Weg sein, gewisse Dinge zu erfassen - Dinge, welche von außerordentlicher Bedeutung sind. Möglicherweise können die Gehalte dieser mystischen Auffassung nicht zur Sprache gebracht werden, ohne falsch zu werden oder fehlformuliert zu werden. Vielleicht müssen diese Gehalte eher gefühlt und gelebt werden, anstatt ausgesprochen und rational analysiert zu werden. Gleichwohl sind sie in irgendeiner Weise wahr und lebensnotwendig.“

## Schriften
Gräzistik
- Prolegomena to the Study of Greek Religion (1903), mehrmals neu aufgelegt, zuletzt Princeton: Princeton University Press (Mythos Series) 1991, mit einer Einleitung von Robert Ackerman.
- Heresy and Humanity (1911)
- Themis: A Study of the Social Origins of Greek Religion (1912, revidierte Fassung 1927)
- Ancient Art and Ritual (1912)
- Epilegomena to the Study of Greek Religion (1921)

Essays und andere Arbeiten
- Alpha and Omega (1915), Nachdruck AMS Press: New York, 1973. (ISBN 0-404-56753-3)
- Reminiscences of a Student's Life (1925)